# سعفة قرعية
السعفة القرعية أو القَرَعَة أو القُراع (بالإنجليزية: Tinea Favosa)‏ هي أحد أشكال سعفة الرأس ,تسببها فطور الشعروية الشونلانية.
تحدث العدوى بالتماس وهي أقل سراية من سعفة الفروة ولا تشفى تلقائيا بدون معالجة
الشكل النموذجي للإصابة يكون بتشكل التريسات حول الشعرة لونها أصفر ناتجة عن خيطان الفطور وحطام القرنِين في فوهة الجريب الشعري
تكون التريسات قليلة في البداية ولكن قد تكتد لتصيب كامل أشعار الفروة. ذو رائحة خاصة وتترك القرعة ندبات تدل على الإصابة بها 
قد تأخذ القرعة أشكالاً غير نموذجية كأشكال التهابية أو نخالية أو قوبائية

## التشخيص
بتحري الفطور المباشر أو بالزرع

## المعالجة
معالجة جهازية بالغريزيوفولفين بالإضافة لمضادات الفطور الخارجية ,هي نفس معالجة سعفة الفروة ولكن تمتد لفترة أطول